# Kopra
Kopra er det tørrede kød fra kokosnødder. Kopra bruges til produktion af margarine, kokosolie og sæbe, og er en vigtig eksportvare for mange lande, specielt omkring Stillehavet.

## Eksterne kilder og henvisninger
- Om kokosnøtter hos sydhav.no

| Mad og drikke | Spire Denne artikel om mad og drikke er en spire som bør udbygges. Du er velkommen til at hjælpe Wikipedia ved at udvide den. |